# 圖姆斯縣 (喬治亞州)
圖姆斯縣（英語：Toombs County）是美國喬治亞州南部的一個縣。面積955平方公里。根據美國2000年人口普查，共有人口26,067人。縣治萊昂斯（Lyons）。
成立於1905年8月18日。縣名紀念曾任聯邦眾議員、參議員、美利堅邦聯戰爭部長的羅伯特·A·圖姆斯（Robert Augustus Toombs）。

## 土特產
維代利亞（Vidalia）出產的洋蔥享有國際聲譽。